# Dani Karavan
Dani Karavan (en hebreo: דני קרוון, Tel Aviv, 7 de diciembre de 1930-Tel Aviv, 29 de mayo de 2021) fue un artista plástico y escultor israelí.

## Biografía
Estudió en la Escuela de Bellas Artes de Tel Aviv y Jerusalén, después en la Academia de Bellas Artes de Florencia, y en la Academia de la Grande Chaumière en París. Representó a Israel en la Bienal de Venecia de 1976; estuvo presente en la Documenta 6 de Kassel en 1977. Destacó como profesor invitado en la École des Beaux-Arts de París en 1984. Ha recibido en 1998 el Praemium Imperiale de Japón (equivalente al Premio Nobel de las Artes).
Falleció el 29 de mayo de 2021 a los noventa años.

## Obras
Renombradas, sus realizaciones monumentales quieren ser más una invitación al viaje que una realización de lo que se observa: se invita al visitante a desplazarse en el seno del complejo formado. Debe destacarse igualmente que utiliza a menudo materias brutas, como el agua, la arena, el hormigón, el acero... o incluso el viento.
Entre sus obras:

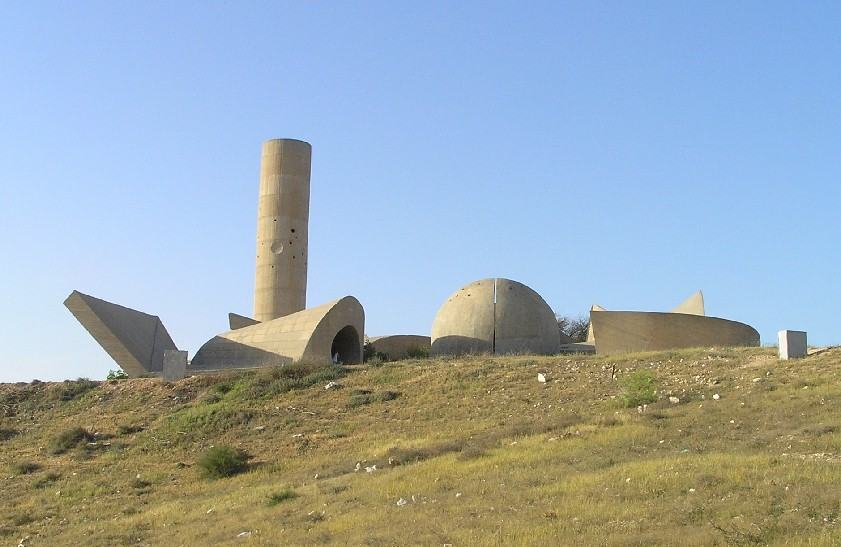
Monumento a la Brigada del Néguev, Beerseba, construido entre 1963 y 1968.

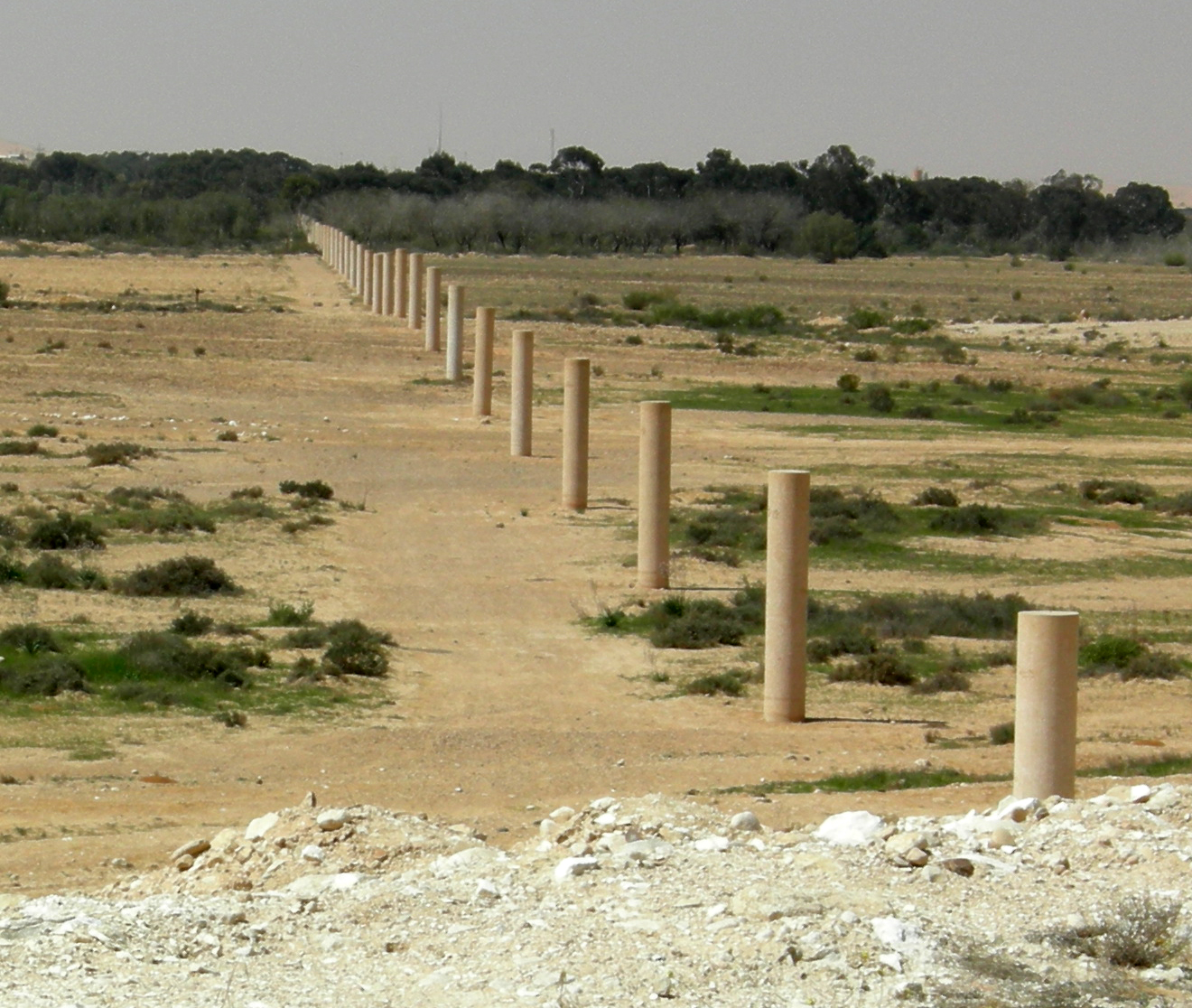
"Way of Peace" (1996-2000).

- Escultura-environment en el desierto del Néguev, Israel, instalado de 1963 a 1968.
- Bajorrelieve en el Knéset, Jerusalén, 1965.
- Diversos decorados para Martha Graham, Nueva York, de 1961 a 1974.
- Exposición-environnement en el Fuerte del Belvedere, Florencia, 1978.
- Reflexión, a base de espejos y láseres.
- Museo de arte moderno de la ciudad de París, 1983.
- Camino de los Derechos Humanos, Núremberg, 1993.
- La Plaza de la tolerancia y los jardines de la Unesco, París, de 1993 a 1998.
- Homenaje a Walter Benjamin, cementerio de Portbou, España, 1994.
- Homenaje a los deportados, Campo de Gurs, 1994.
- Jardín secreto, Sapporo, Japón, 1999.
- El Cuadrado Urbano en el Parque de las Fuentes del Bíbaro en Guyancourt en Yvelines, 2000.
- Camino de la Paz, en la frontera entre Israel y Egipto, 2000.